# B 7-Höhle
Die B 7-Höhle ist eine Höhle in Iserlohn-Grüne. Sie wurde 1965 bei Straßenbauarbeiten entdeckt. Ihre bekannte Gesamtlänge beträgt 5100 m. Sie ist nach der Bundesstraße 7 benannt.
Die Umgebung der Höhle wurde als Naturschutzgebiet ausgewiesen. Die Höhle ist nicht frei zugänglich. Informationen und Besichtigungsmöglichkeiten können beim Besuchereingang der etwa 2 km westlich benachbarten Dechenhöhle erfragt werden.